# Kheragarh
Kheragarh là một thị xã và là một nagar panchayat của quận Agra thuộc bang Uttar Pradesh, Ấn Độ.

## Nhân khẩu
Theo điều tra dân số năm 2001 của Ấn Độ, Kheragarh có dân số 17.859 người. Phái nam chiếm 54% tổng số dân và phái nữ chiếm 46%. Kheragarh có tỷ lệ 59% biết đọc biết viết, thấp hơn tỷ lệ trung bình toàn quốc là 59,5%: tỷ lệ cho phái nam là 68%, và tỷ lệ cho phái nữ là 49%. Tại Kheragarh, 18% dân số nhỏ hơn 6 tuổi.